# Herb gminy Łańcut
Herb gminy Łańcut – jeden z symboli gminy Łańcut, ustanowiony 3 maja 2000.

## Wygląd i symbolika
Herb przedstawia na tarczy w polu błękitnym postać jastrzębia w naturalnych barwach, siedzącego na dwóch skrzyżowanych srebrnych toporach ze złotymi rękojeściami. Jest to nawiązanie do postaci Leopolda Lisa-Kuli herbu Jastrzębiec oraz pierwszych właścicieli terenów gminy – Pileckich herbu Topór.